# Sinningia cooperi
Sinningia cooperi är en tvåhjärtbladig växtart som först beskrevs av Joseph Paxton och som fick sitt nu gällande namn av Hans Joachim Wiehler.
Sinningia cooperi ingår i släktet Sinningia och familjen Gesneriaceae. Inga underarter finns listade i Catalogue of Life.